# Bukietiera

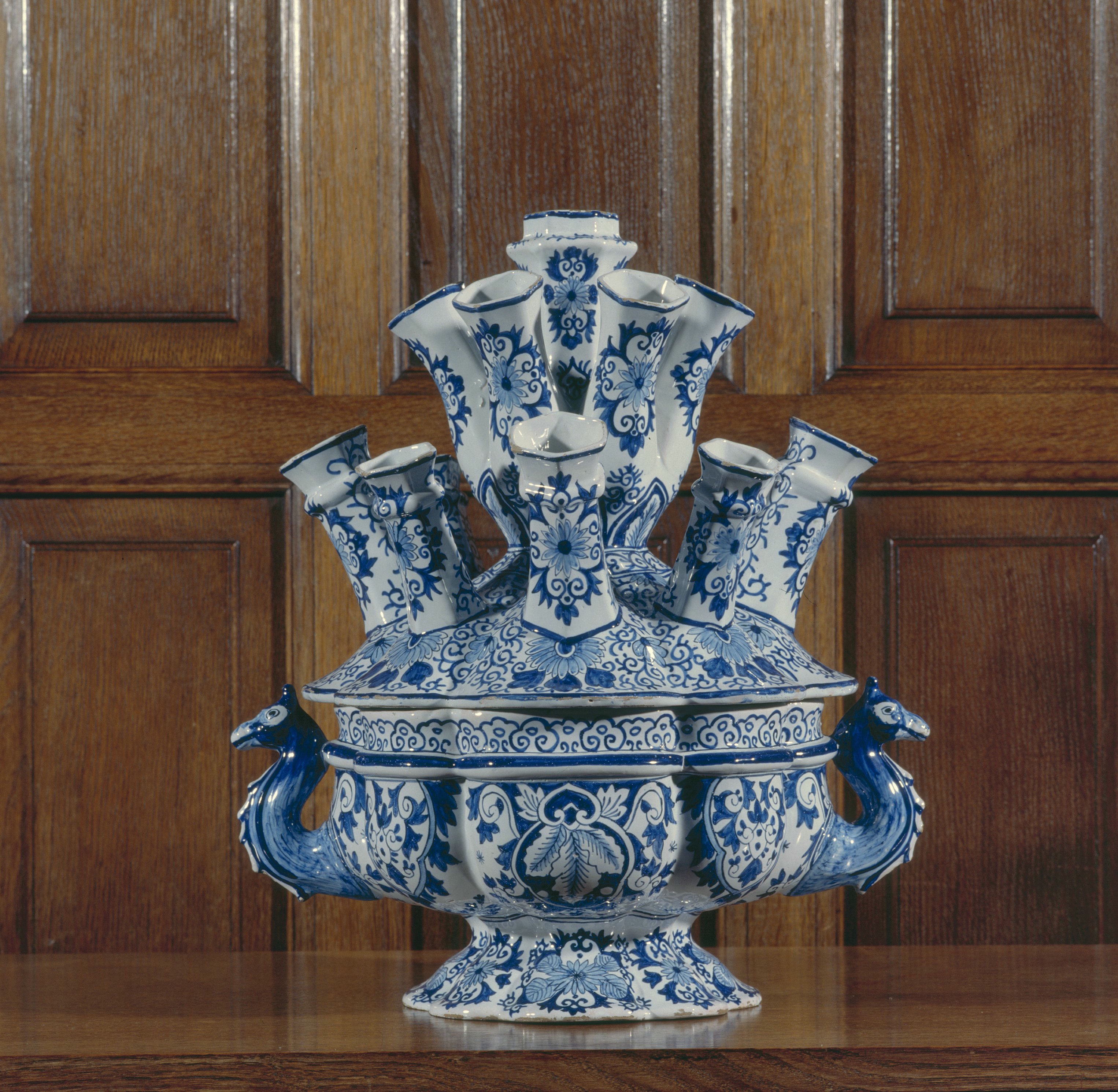
Fajansowa tulipaniera, Delft

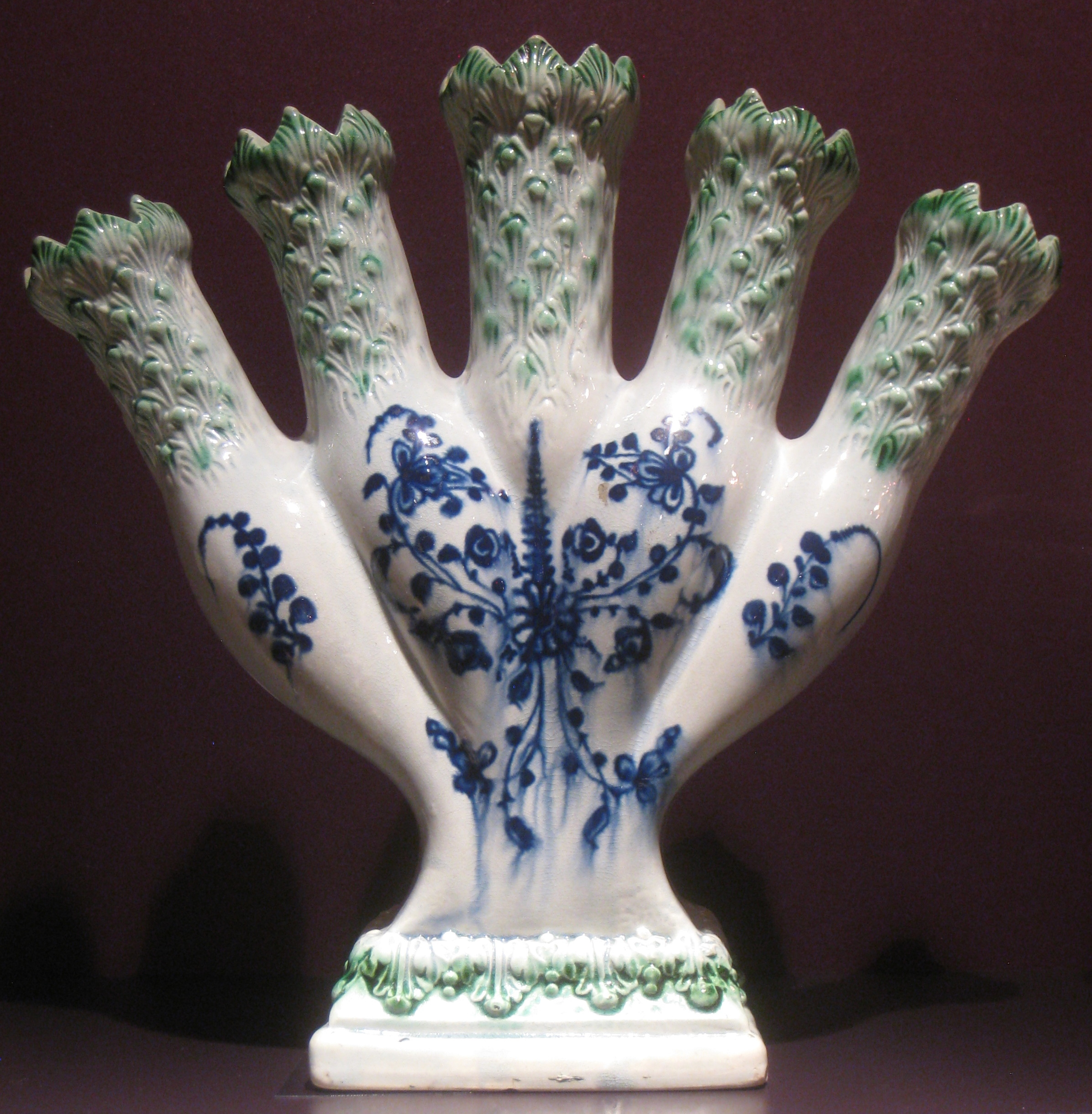
Fingervase - wazon palcowy

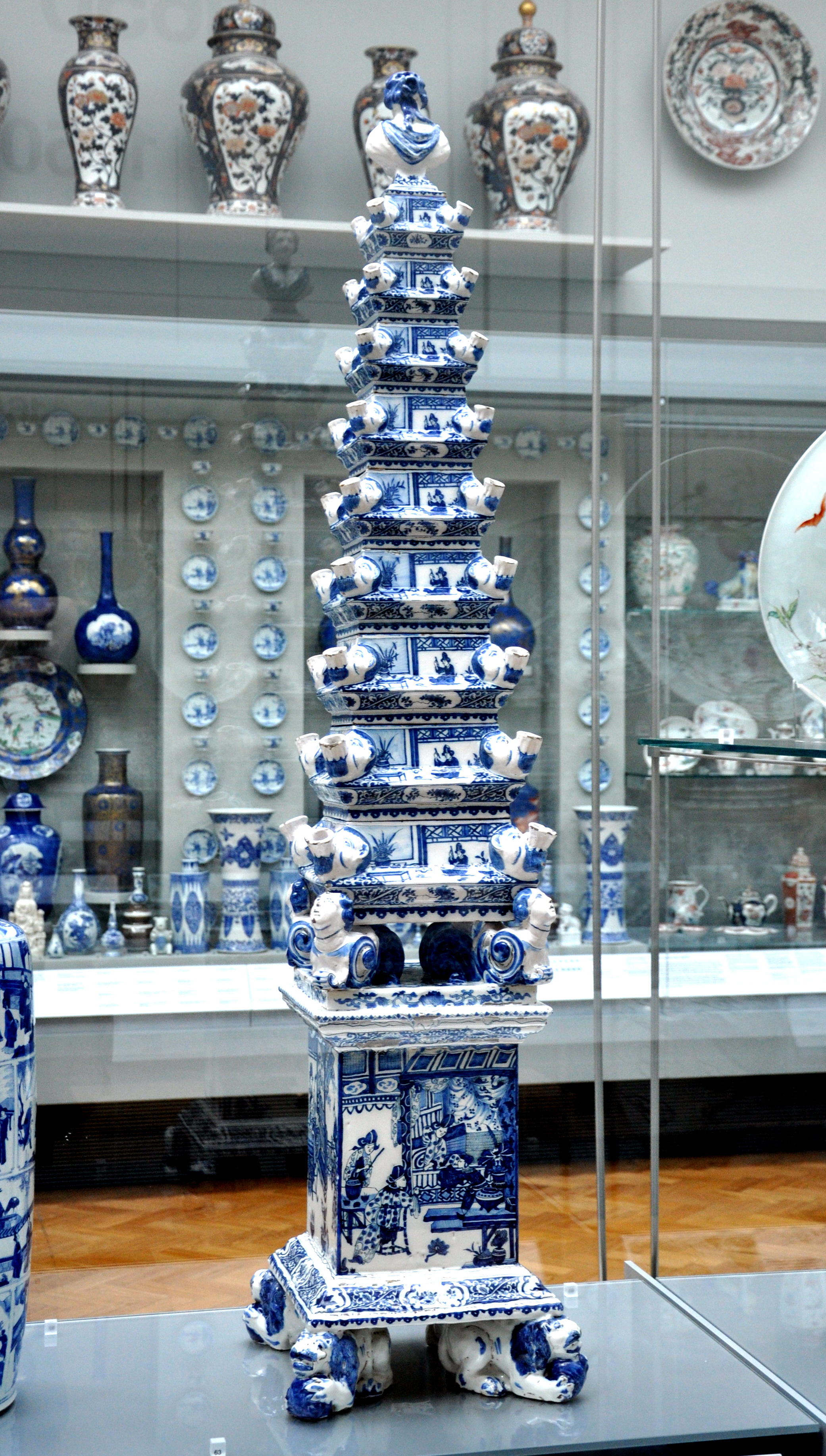
Tulipaniera w formie piramidy

Bukietiera (bukietera) (franc. bouquetier - wazonik) – naczynie przeznaczone do układania ciętych kwiatów, zaopatrzone w tulejki lub ażurową pokrywkę do wkładania pojedynczych łodyg roślin.

## Historia
W XVI wieku w Wenecji wykonywano bukietiery ze szkła, w XVII wytwarzano je z kryształu górskiego, srebra i materiałów kruszcowych.
Także w XVII wieku w Niderlandach, w okresie gorączki tulipanowej, głównie w Delfcie, zaczęto produkować szczególną postać bukietiery tzw. tulipanierę z fajansu. Bukietiery rozpowszechniły się w innych krajach Europy w XVIII i XIX wieku. Powstawały różne odmiany takich wazonów z fajansu i porcelany, popularne były głównie w Anglii, Francji i Niemczech. 
Bukietiery produkowano także na Dalekim Wschodzie, z miękkiego kamienia mydlanego (steatytu) lub z porcelany. Czasem forma przypominała porcelanowy tulipan.   

## Opis różnych odmian bukieterii
Szklane bukieterie produkowane w Wenecji w XVI wieku miały postać puklowanej czaszy z trzonem i stopą. 
Tulipaniery z fajansu produkowane w Delfcie wykonywano w różnych kształtach i wielkościach. Jedne z nich miały formę wazy, które w górnej części (w pokrywie) miały liczne tulejki na kwiaty. Naczynia ozdabiano biało-niebieską dekoracją w stylu chińskim, podszkliwnie, błękitem kobaltowym. Charakterystyczne były sceny krajobrazowe i motywy kwiatowe – głównie chryzantemy i peonie. Inne miały otwory w pokrywie do wkładania łodyg kwiatów.
Największe miały formę wysmukłego, wielopoziomowego, ceramicznego naczynia z tulejkami na narożach, w których umieszczano tulipany. Często miały postać wysokiej piramidy lub obelisku, osiągające do 2 m wysokości, na ceramicznej podstawie, do postawienia na podłodze.
W końcu XVIII wieku w Anglii zaczęto wytwarzać naczynia na kwiaty cebulowe (bulb pots), które posiadały dodatkowo tulejkowe osłonki na cebulkę z łodygą kwiatową. Wedgwood wykonywał takie naczynia z ruchomymi tulejkami na pędy kwiatowe i z szeroką częścią dolną ukrywającą cebulkę kwiatu.
Kolejną odmianą była fingervase (niem. Fingervase - wazon palcowy), w której rurkowate tulejki do wkładania kwiatów były rozłożone wachlarzowo w górnej części spłaszczonego brzuśca. Wazony takie produkowano głównie w Niemczech.
Układania kwiatów w bukietierach  pozwalało na wyeksponowanie każdej rośliny z osobna.